# 柏洋摩尼教（明教）祭祀仪式
柏洋摩尼教（明教）祭祀仪式是流行于中國福建省霞浦县柏洋乡的柏洋村、塔后村和上万村三地的祭祀仪式民俗活动，于每年农历二月十二日至二十一日举行，祭祀对象是柏洋、塔后和上万三地林氏的祖先、福建地区明教人物林瞪。
柏洋摩尼教（明教）祭祀仪式对于深入了解东西方文明交流史、研究摩尼教演变具有一定的价值，反映了明教在中国东南地区的传播与演变，以及与当地民间信仰文化的融合。2010年3月，该祭祀仪式入选宁德市第三批非物质文化遗产代表性名录。

## 历史
摩尼教在3世纪起源于波斯，唐朝时期传入中国，会昌法难后隐匿民间，迁播于中国东南地区，在与儒、释、道、巫等教派融合后形成明教。据霞浦县柏洋乡的上万村林氏族谱记载，唐元和十年（815年），据称是孝子林攒后裔的林晊自莆田八角井迁居上万村，是当地林氏之先祖，其八世孙林瞪（林伍公）于北宋咸平六年（1003年）出生，后弃俗入明教门，被尊为明教重要人物，其后裔先后迁入塔后、柏洋等村，亦多信奉明教，并在每年农历二月林瞪诞辰日举行隆重的祭祀仪式，以祈求先祖的祝福。
2009年，中国社科院世界宗教研究所等单位多次组织专家到霞浦县柏洋乡塔后、上万等地进行实地考察，发现当地多种版本的《林氏族谱》和《孙氏族谱》中有关于林瞪与明教的记载，以及用于祭祀仪式的各类文书。此外，研究人员还发现了摩尼教堂的遗址和大量的石雕，如明代三佛塔石刻造像、宋代明教法器“圣明净宝”青铜印、“五雷号令”银质法印、青铜角端香炉等诸多文物，以及据宗谱记载的林瞪在南山岛（在今长春镇闾峡村）山顶修行的石洞等资料和史迹，是自继新疆之后中国发现摩尼教文物最多的一处。福建省考古部门将在霞浦的摩尼教相关发现列入2009年年度福建十项重大发现之一。
2010年3月，“柏洋摩尼教（明教）祭祀仪式”被宁德市人民政府列入第三批市级非物质文化遗产名录，2011年1月，林嘉钟被选为该非物质文化遗产项目代表性传承人。

## 组织形式
祭祀仪式先后在柏洋乡的柏洋村（农历二月十二日至十四日）、上万自然村（十五日至十七日）和塔后自然村（十八日至二十日）三地举行。操办祭祀仪式的人被称作“福头”。柏洋村的福头组织产生方式以祖上分下的“房”为主，共分为四房，根据各房后代人数分配名额并抓阄，大房选出1人，二房选出3人，三房选出6人，四房选出3人；上万村和塔后村则以户为主，在每年活动开始前各户以抓阄的方式分别选出8名、10名村民作为福头成员。三地的福头组织均约在12年形成一轮回，即每户在12年内均有成为福头参与操办仪式的机会。

## 祭祀程序
祭祀仪式主要包括文艺演出、迎神活动、祈福祭祀、拜谱仪式和文物移交等几个环节，并诵读各种祭文，各地的具体内容亦有些微差别。农历二月十二日林瞪生辰当日，柏洋村首先在上午开始迎神，将林瞪夫妇、部下（马、赵两大元帅）的塑像自村里的龙首宫抬进林氏宗祠，随后开始请神仪式，以请求各路神明的降临。请神前，道士先清洁自身、符纸和桌椅，随后穿上道袍，以烧金纸、元宝的方式祭请符官以求符官通报高层神明，其后，道士进行卜卦：将一对直径约6—7厘米的铜锣进行投掷，连续卜得三次“圣杯”（锣口一个朝上、一个朝下）和一次“阳杯”（两个锣口同时朝上）的“三圣一阳”的结果，则说明神明应允，若未得到“三圣一阳”，福头们需再度虔诚地礼拜，法师重新祭请。祭请仪式结束后，需念《兴福祖庆诞科》中《起大圣》一节的经文。当晚，柏洋村和上万村举行“重生仪式”以纪念林瞪生日，上万村还会组织信众前来许愿与还愿。塔后村的林氏宗祠内没有林瞪神像，故当地信众在农历二月十八日上午前往上万村祭请神像，并需经过观音亭、临清桥等古迹后再将神像抬到塔后村的宗祠。
祭祀期间，三个村都会聘请传统戏班来到村里，连续上演三天的神戏，祭林瞪等神灵，演出剧目均是传统的古装戏，其中戏神梨园祖师“田公元帅”为请神戏剧中的固定节目，每次的神戏在村内外都能吸引众多观众前来观看。祈福祭祀活动贯穿于整场活动，包括庙堂祭（民众往庙堂内送贡品，由福头统一祭拜）、门前祭（村民在家中自行祭祀）、还愿祭（往年许愿实现后举办的牲礼祭祀）等，以祈求风调雨顺、出入平安、幸运发财。农历二月十八日，上万村林氏祠堂内举行拜谱仪式，福头们在当晚11时集中在祠堂后关闭祠堂大门，现任福头拿出族谱、祭祀器具等只有祭祀时才会拿出的文物，参加者按辈分高低列队，向林氏先祖跪拜敬香，仪式结束后，福头将文物移交给即将接任的福头。
在三天的祭祀仪式结束后，柏洋村在农历二月十五日上午举行送神活动，将林瞪塑像抬回龙首宫。二月十八日早晨，结束仪式的上万村不再举行请愿、还愿等祭拜活动，村民将打开林氏宗祠迎接前来请神的塔后村民。二月二十一日塔后村的活动结束后，村民将神像经外洋、姑婆宫遗址等地后抬回上万村，并请法师在上万林氏宗祠内举行安神仪式，宣告活动的正式结束。

## 价值
柏洋摩尼教（明教）祭祀仪式对于深入了解东西方文明交流史具有一定价值，被认为是研究摩尼教演变的一种“活化石”，它反映了明教在中国东南地区的传播与演变，以及与当地民间信仰文化的融合。同时，祭祀仪式经1200余年的历史演变，乃至传播至福州、屏南等地区，体现了传统宗教信仰对当地社会、文化的影响，对于研究福建地区民间信仰、宗族文化等具有较为重要的意义。